# Seak

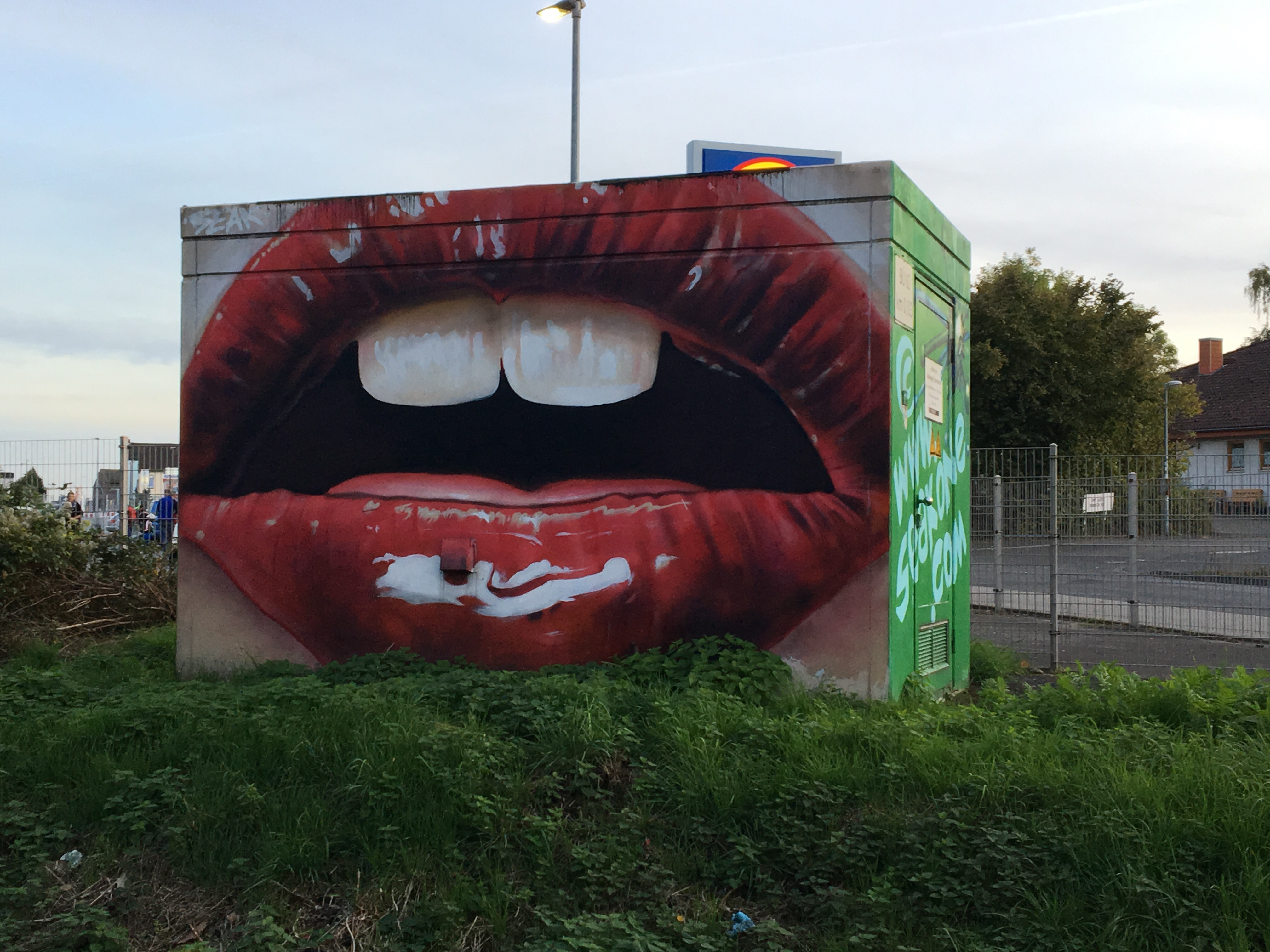
Graffiti an der Bonnstraße in Hürth

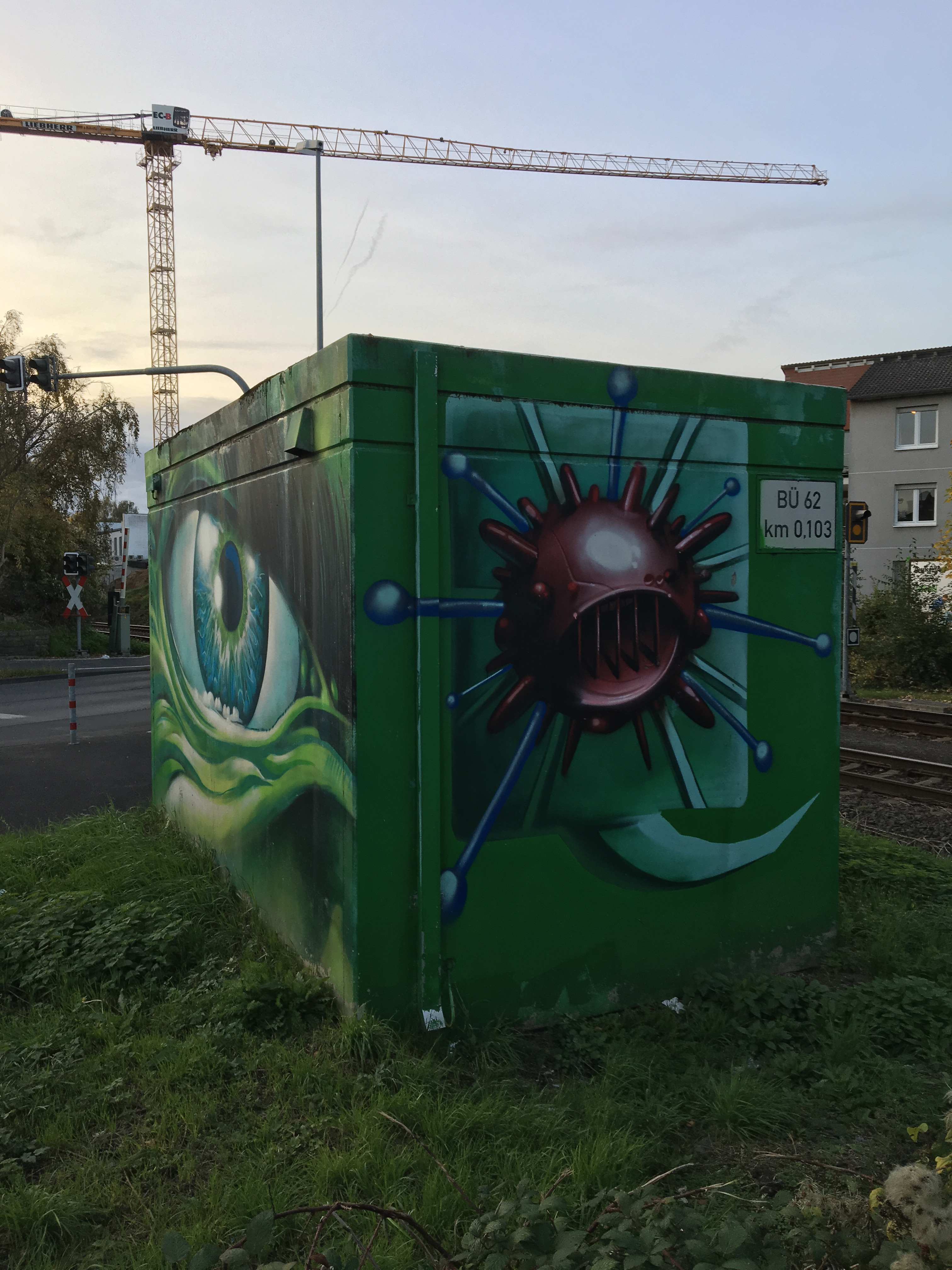
Graffitirückseite an der Bonnstraße in Hürth

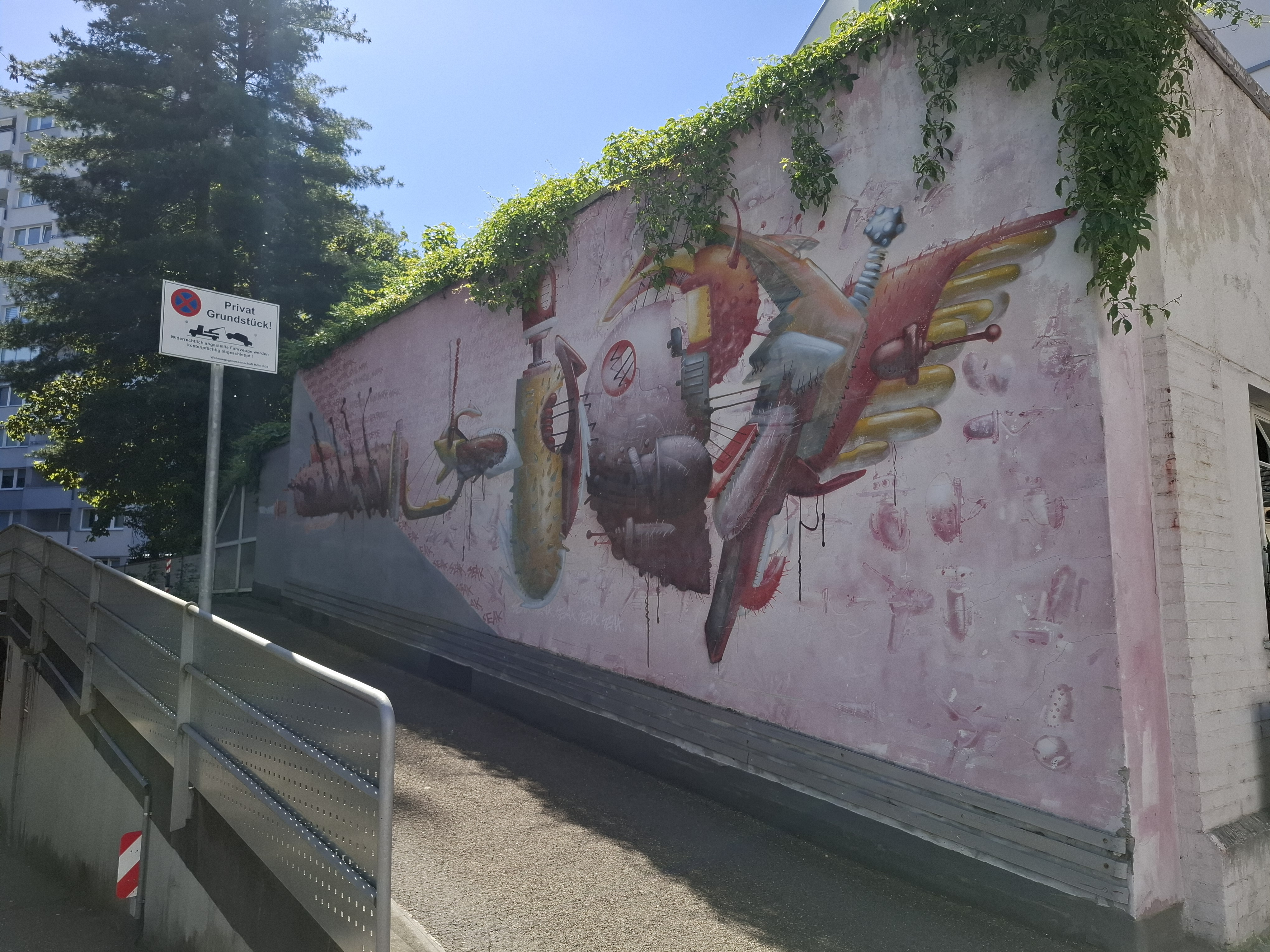
Wandgraffiti von Seak in der Scherfginstraße in Köln

Seak (* 1974 in Köln; Passeintragung SEAK Claus Winkler) ist ein deutscher Maler mit Wurzeln in der frühen Graffitiszene von 1989 im Rheinland.

## Wirken
Seak arbeitet seit 1991 als freischaffender Künstler im Kölner Raum sowie nach Einladungen weltweit. Er fertigt, teils in einen futuristisch anmutenden biomechanischen 3-D-Stil als sein Markenzeichen, Wandgemälde und Bilder auf Leinwand und Papier. Er nahm an vielen bedeutenden Graffiti-Ausstellungen teil wie den drei Urban Discipline Ausstellungen in Hamburg, der Graphicalogistics in Australien und der „Canvars“, Horizont der documenta in Kassel. Zusammen mit DAIM gestaltete er die Ausstellung „DAIM & Seak“ in der Defiance Gallery in Chicago und mit Dare die Ausstellung „Dare and Seak“ in Hamburg. Seinen internationalen Durchbruch hatte er 1998 mit einem Porträt im New Yorker Szene-Magazin „The Source“.
Im Jahr 2005 erhielt er für sein Schaffen im Raum Köln und Hürth der Kulturpreis der Stadt Hürth.
Im Jahr 2009 wurde SEAK Claus Winkler von dem Unternehmen Thalys beauftragt, die Stadt Köln zu vertreten, indem er auf der neuen Schnellstrecke einen Zugteil für die Querung Deutschland – Paris erstellt. Dazu wurde er mit den Künstlern der Länder Frankreich, Niederlande und Belgien am Paris Gare du Nord mit dem Thalys und Pressebegleitung nach Paris befördert, wo er die Vorgabe mit den Künstlern in knapp über 3 Stunden, was der Fahrzeit Köln Paris Gare du Nord entspricht, ein Bild in seinem Stil auf dem Zug zu realisieren, gelungen ist. Diese Premiere ist bislang für alle Künstler weltweit einmalig. Thalys-Chef Olivier Pointrenaud signierte mit den Künstlern den Thalys unter dem Motto „Mit Hochgeschwindigkeit ins Jahr 2010“.
Die Sprühdosen-Firma Molotov hat ihm die Farbe #143 SEAK future-green gewidmet.

## Rezeption
Seak gehörte zu den bekanntesten Graffiti-Künstlern und den Stars der Szene. Stefan Krulle meint in der Zeitung Die Welt, dass die These aus Deutschland kommen wegweisende Techniken und Stile, die jetzt überall Standards setzen durch die Kunstwerke von SEAK bestätigt würden.

## Kritik an frauenfeindlichen, rassistischen und neofaschistischen Äußerungen Seaks
Die Social-Media-Kanäle und die Internetseite von Seak weisen etliche diskriminierende, frauenfeindliche, rassistische und rechtsextreme Inhalte auf. Seine teils wirren Bildunterschriften beinhalten zahlreiche Verschwörungserzählungen. Zudem gehe er laut eigenen Angaben nur noch bewaffnet aus dem Haus.
Laut Einträgen auf seiner Internetseite sind Seaks „einzige Themen privat wie beruflich als Künstler … Frauen, Fickerei, Redpill (Manosphäre Die Strategien und Lügen der Frauen aufdecken …) … und politischer Widerstand von Rechts… das heißt Zukunft des deutschen Volkes erhalten, weiße Rasse erhalten.“

## Ausstellungen (Auswahl)

### Einzelausstellungen
- 1999 „Graffiti zwischen Illegalität und Galerie“, Universität Gießen
- 2000 „Seakone“, Siemens AG, Essen
- 2001 „Fortschritt – Logo – 3D“, Kunstverein Bonn-Hardtberg
- 2003 „Aircrafts, Letters, Lifeforms“, Galerie 68elf, Köln
- 2004 „Open Rooms“, studio exhibition, Hürth
- 2004 „Urban Typography Pt. 1“, Vibes store, Köln

### Gruppenausstellungen
- 1996 „Gorillas im Nebel“, Museum Koenig, Bonn
- 1998 „Stay In Motion“, Fronte 79, Ingolstadt
- 1999 „Crazy Colors“, KFZ, Marburg
- 1999 „Jahresausstellung“, Künstlerforum Liblar
- 1999 „Kunst statt Sachbeschädigung“, Rathaus Dortmund
- 1999 „Graffiti-Art“, Kunsthof Gut Dargast, Rügen
- 1999 Kulturzentrum, Bonn-Hardtberg
- 2000 „Graffiti-Art“, Phonodrome, Hamburg
- 2000 „Graffiti-Art“, Kunsthof Gut Dargast, Rügen
- 2000 „750 Jahre Erftstadt“, Kreishaus Erftstadt
- 2000 „Urban Discipline 2000“, Hamburg
- 2000 „Graffiti 2000“, Nirot/Frankreich
- 2000 „Z 2000 - Positionen junger Kunst und Kultur“, Akademie der Künste, Berlin
- 2000 „Wow123“, Pro Art Galerie, Bremen
- 2000 „Kunst vor der Haustür“, Kunstwoche Hachenburg
- 2001 „Urban Discipline 2001“, alte Postsortierhalle am Stephansplatz, Hamburg
- 2001 „Rockin‘ Da North“, National Museum of Modern Art (Kiasma), Helsinki/Finnland
- 2001 „Gamble Can“, Gera
- 2001 „Graphicalogistics“, Revellys, Perth/Australien
- 2001 „Graphicalogistics 2“, Blue Room, Sydney/Australien
- 2002 „Intervention“, Birmingham/UK
- 2002 „Worldspray Exhibition“, Mailand/Italien
- 2002 „Canvars“, Horizont der documenta, Kassel
- 2002 „Symbol Of Live“, Edinburgh/UK
- 2002 „Urban Discipline 2002“, Hamburg
- 2002 „Beside The Wall“, Halle 02, Heidelberg
- 2002 „Meeting Of Styles“, Schlachthof, Wiesbaden
- 2002 „Codeak - Smatik - Besok - Seak“, artrium, Bad Birnbach
- 2002 „Galeria Graffiti“, Lodz/Polen
- 2002 „Galeria Graffiti“, Warschau/Polen
- 2003 “Still Crazy”, Klingspor-Museum, Offenbach/Deutschland
- 2003 “Abstrakte Letters”, Crewest Gallery, Los Angeles/USA
- 2003 “Battle Arts 01”, Portland-Oregon/USA
- 2003 “Global Domination”, Liminal Gallery, Oakland/USA
- 2003 “East-West”, Startsoma Gallery, San Francisco/USA
- 2003 “Young Primitives”, Groeningemuseum, Brugge/Belgien
- 2003 “DASELO”, Municipal Gallery, Montpellier/Frankreich
- 2003 “Ill Communication”, Urbis Museum, Manchester/UK
- 2003 “Hype3”, Ontario State Gallery, Ontario/Kanada
- 2003 “DAIM & Seak”, Defiance Gallery, Chicago/USA
- 2003 “Construction Urbaines”, Taxie Gallery, Paris/Frankreich
- 2003 “Seasonal Hysteria”, The Area/La Gonda House, Auckland/Neuseeland
- 2004 “Dare and Seak”, Galerie Elbchaussee Acht, Hamburg/Germany[11]